# Terra amata - Cry, the Beloved Country
Terra amata - Cry, the Beloved Country (Cry, the Beloved Country) è un film del 1995, diretto da Darrell Roodt, con protagonisti James Earl Jones e Richard Harris, ed  è tratto dal romanzo Cry, the Beloved Country di Alan Paton.

## Trama
Nell'ottobre del 1946 in Sudafrica, prima dell'attuazione dell'apartheid, il reverendo Stephen Kumalo viene invitato dal suo villaggio a Johannesburg. Lì scopre che suo figlio Absalom è stato arrestato per l'omicidio di un uomo bianco. Allo stesso tempo, il padre dell'uomo bianco, James Jarvis, sostiene l'apartheid. Quando Stephen e James si incontrano, alla fine giungono a intese inaspettate sui loro figli e sulla loro comune umanità.